# 요한 레오폴트 폰 작센코부르크고타 세습 공자
작센코부르크고타의 세습 공자 요한 레오폴드(Johann Leopold William Albert Ferdinand Victor, 1906년 8월 2일 ~ 1972년 5월 4일)는 카를 에두아르트 폰 작센코부르크고타 공작과 슐레스비히홀슈타인존더부르크글뤽스부르크 공녀 빅토리아 아델하이트의 장남이었다.